# 1,4-butandiol
1,4-butandiolul este un compus organic cu formula chimică HOCH2CH2CH2CH2OH. Este unul dintre izomerii butandiolului. Este un compus lichid, incolor și vâscos.

## Obținere
1,4-butandiolul este sintetizat industrial plecând de la acetilenă, care reacționează cu formaldehidă dând 1,4-butindiol. Hidrogenarea cu nichel Raney a acestui produs de reacție conduce la formarea 1,4-butandiolului:
O altă metodă presupune conversia anhidridei maleice la maleatul de metil, care este apoi hidrogenat. Alte metode pornesc de la butadienă, acetat de alil și acid succinic.

## Utilizări ilicite
1,4-butandiolul este utilizat ca drog recreațional, prezentând efecte similare cu γ-hidroxibutiratul (GHB), care este un metabolit al 1,4-butandiolului.